# Fernando José Castro Aguayo
Fernando José Castro Aguayo (Caracas, 29 de julio de 1951) es un obispo católico, procedente del Clero de la prelatura personal de la Santa Cruz y Opus Deiy es VI obispo de la Diócesis de Margarita.

## Biografía[4]
Nació en Caracas el 29 de julio de 1951.

### Estudios y Títulos Obtenidos
- Ingeniero civil en la universidad católica ``Andrés Bello de Caracas. UCAB
- Realizó los estudios eclesiásticos de filosofía y de teología en el ``Studium Generale de la prelatura del Opus Dei en Venezuela y en el colegio de la Santa Cruz de Roma.
- Obtuvo el doctorado en teología en la universidad de Navarra, España.

### Sacerdote
Recibió la ordenación sacerdotal en Roma el 31 de mayo de 1984 por la prelatura personal del Opus Dei. De manos del Papa  San Juan Pablo II

#### Cargos
- Capellán de la Universidad Monteavila, del centro cultural “Guayacán” y del Liceo Los Arcos de Caracas.
- Rector de la iglesia de la Sagrada Familia de Nazaret en Caracas
- Profesor de teología en el “Studium Generale” del Opus Dei y del seminario mayor de Caracas.
- Arcipreste de Baruta.
- Vicario episcopal para la pastoral de la arquidiócesis de Caracas.

## Episcopado

### Obispo Auxiliar de Caracas
El 27 de junio de 2009, el Papa Benedicto XVI lo nombró Obispo Auxiliar de la Arquidiócesis de Caracas y III Obispo Titular de la Sede Episcopal de Ampora.
Fue ordenado obispo el 26 de septiembre de 2009 en la Catedral de Caracas.
- Consagrante principal:
  - Cardenal Jorge Liberato Urosa Savino. Arzobispo de Caracas.
- Concelebrantes asistentes:
  - Mons. Ubaldo Ramón Santana Sequera, Arzobispo de Maracaibo.
  - Mons. Baltazar Enrique Porras Cardozo, Arzobispo de Mérida (Venezuela).

### Obispo de Margarita
El 4 de agosto de 2015, el Papa Francisco lo nombró VI Obispo de la Diócesis de Margarita.
Tomó posesión como Obispo de Margarita el 10 de octubre de 2015.
Visita Ad Limina septiembre de 2018

## Sucesión de cargos como obispo
| Predecesor: Mons. Heriberto Andrés Bodeant Fernández | III Obispo titular de Ampora Desde el 27 de enero de 2009 hasta el 4 de agosto de 2015 | Sucesor: Mons. Arthur Joseph Colgan |
| Predecesor: NO APLICA                                | Obispo Auxiliar de Caracas Desde el 27 de enero de 2009 hasta el 4 de agosto de 2015   | Sucesor: NO APLICA                  |
| Predecesor: Mons. Jorge Aníbal Quintero Chacón       | VI Obispo de Margarita Desde el 4 de agosto de 2015 hasta la fecha                     | Sucesor: EN EL CARGO                |